# Cyamodus
Cyamodus ist eine Gattung der im Meer lebenden fossilen Reptilien-Gruppe der Placodontia aus der mittleren und oberen Trias. Sechs Arten sind bisher beschrieben.

## Merkmale
Die Vertreter von Cyamodus waren etwa 1,3 Meter lang. Ihre Körper war flach und stark gepanzert, ähnlich wie die heutigen Wasserschildkröten. Ihre Panzer waren jedoch zweiteilig. Der größere Teil schützte ihn vom Nacken bis zu den Hüften sowie fast die ganzen Flossen. Der kleinere zweite Panzer bedeckte die Hüften und den Schwanzansatz. Die Cyamodus-Arten waren vermutlich langsame Schwimmer. Die Panzerung schützte sie vor Jägern wie den Nothosauriern.
Ihr Schädel war herzförmig und breit. Ihre flächigen „pflastersteinartigen“ Zähne werden als Anpassung an eine Ernährung von hartschaligen Meerestieren (Durophagie) gedeutet.

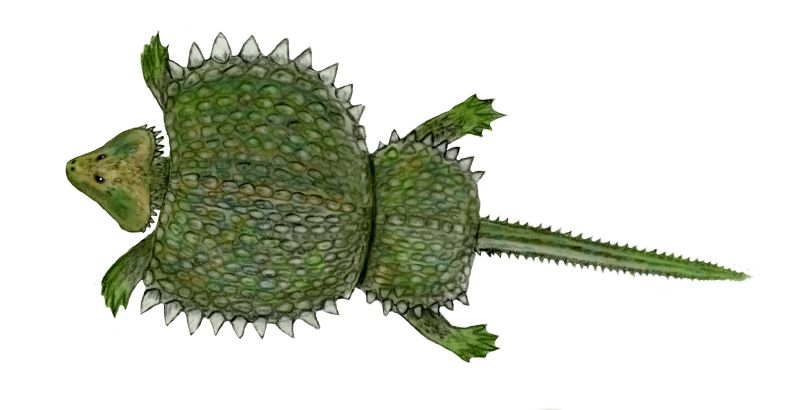
Lebendrekonstruktion
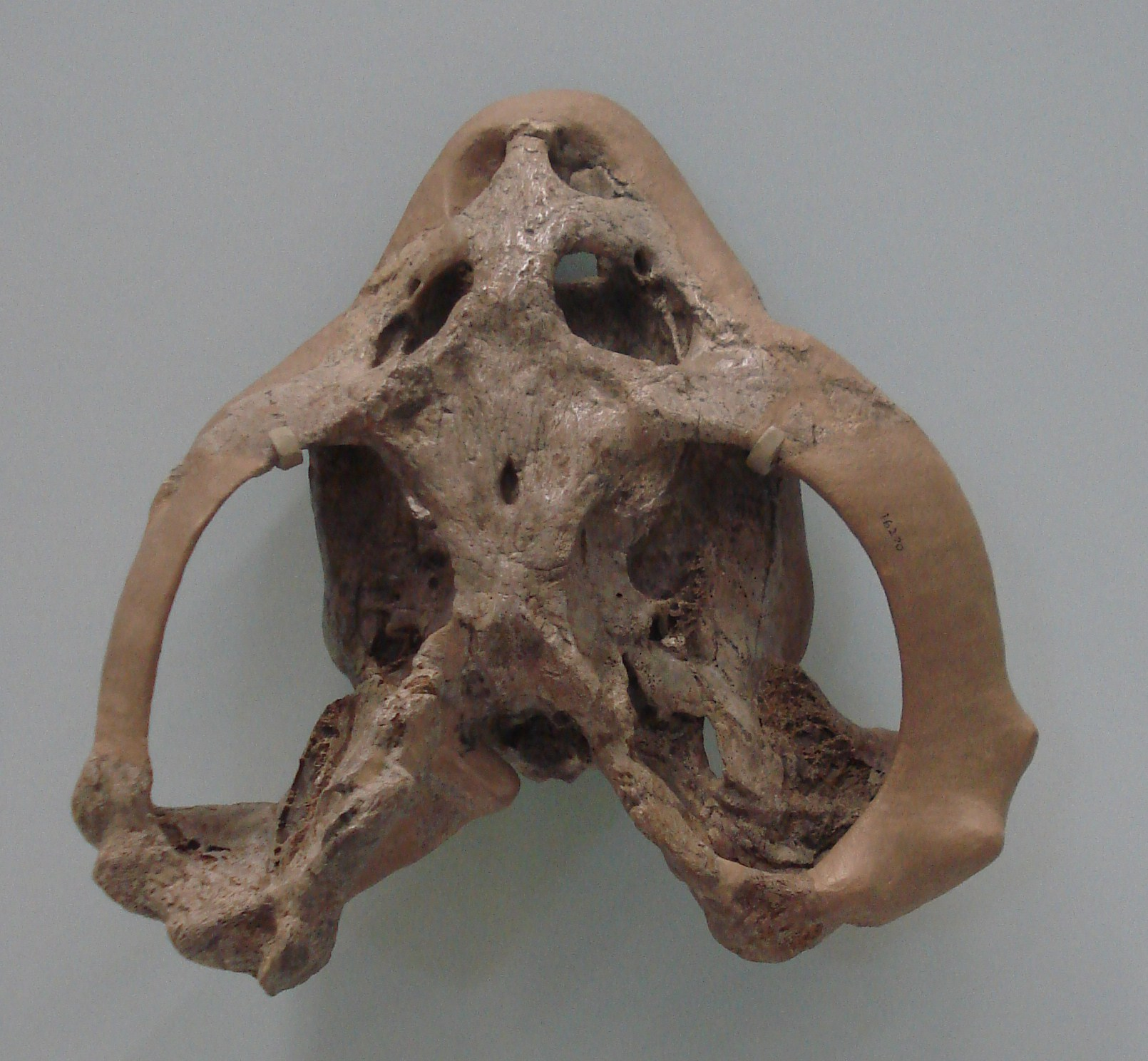
C. rostratus Schädel
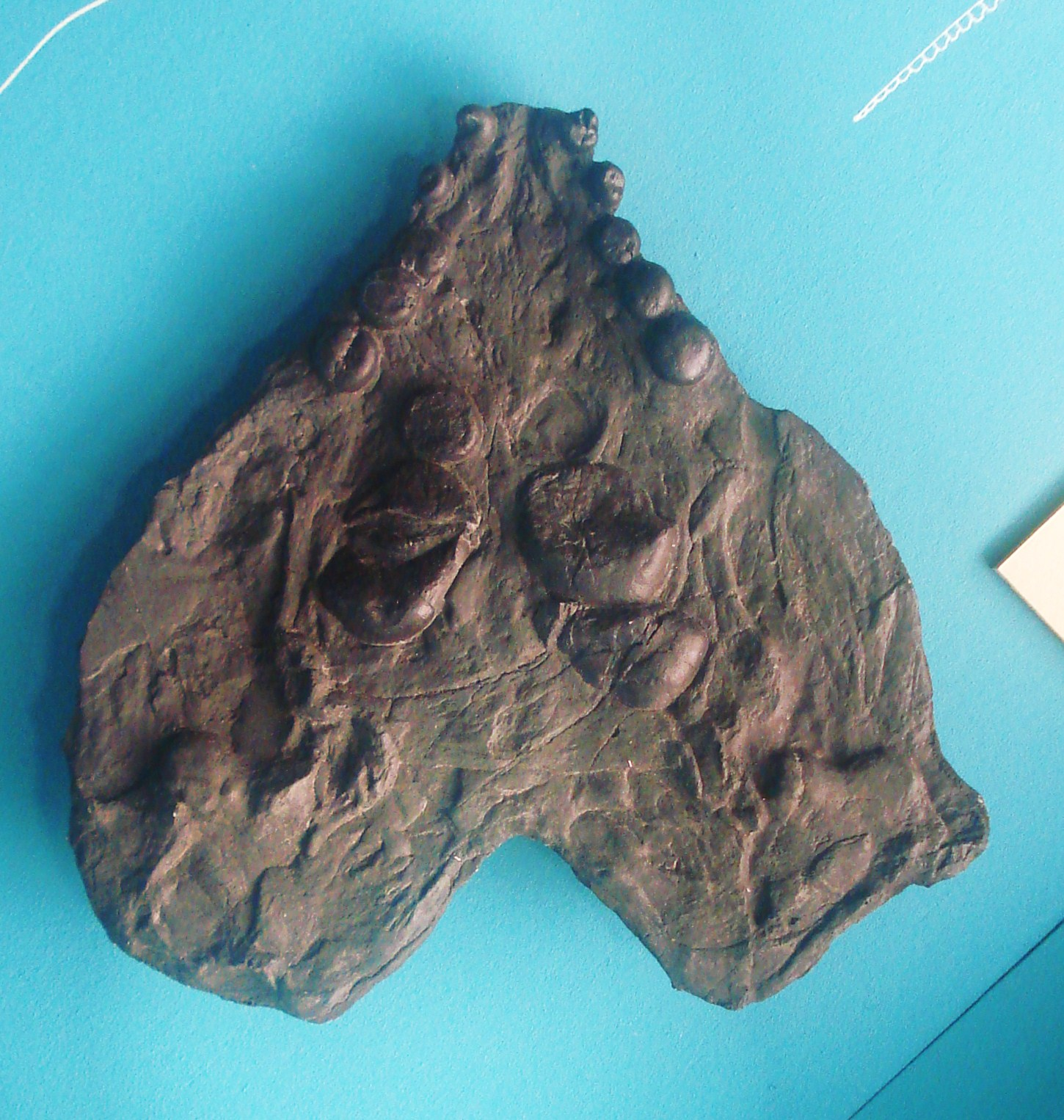
Unterseite eines C. hildegardis Schädel

## Fundgeschichte
Das Typusexemplar von Cyamodus wurde im frühen 19. Jahrhundert in Deutschland entdeckt und im Jahre 1863 von Christian Erich Hermann von Meyer beschrieben und benannt.
Ein weiterer wichtiger Fundort ist der Monte San Giorgio im Süden der Schweiz an der Grenze zu Italien.